# Franz Beer

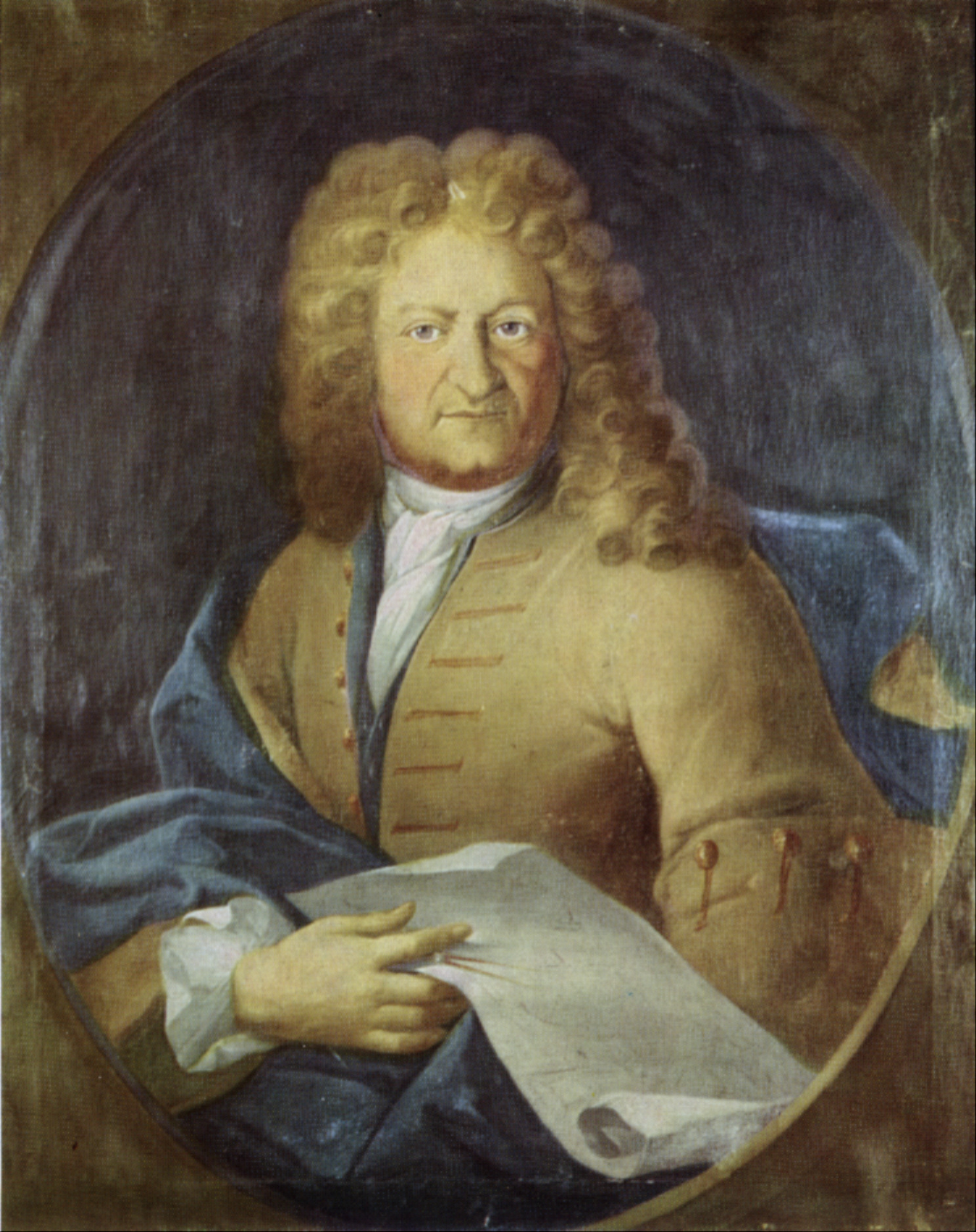
Franz Beer, Gemälde von Jacob Carl Stauder, 1719

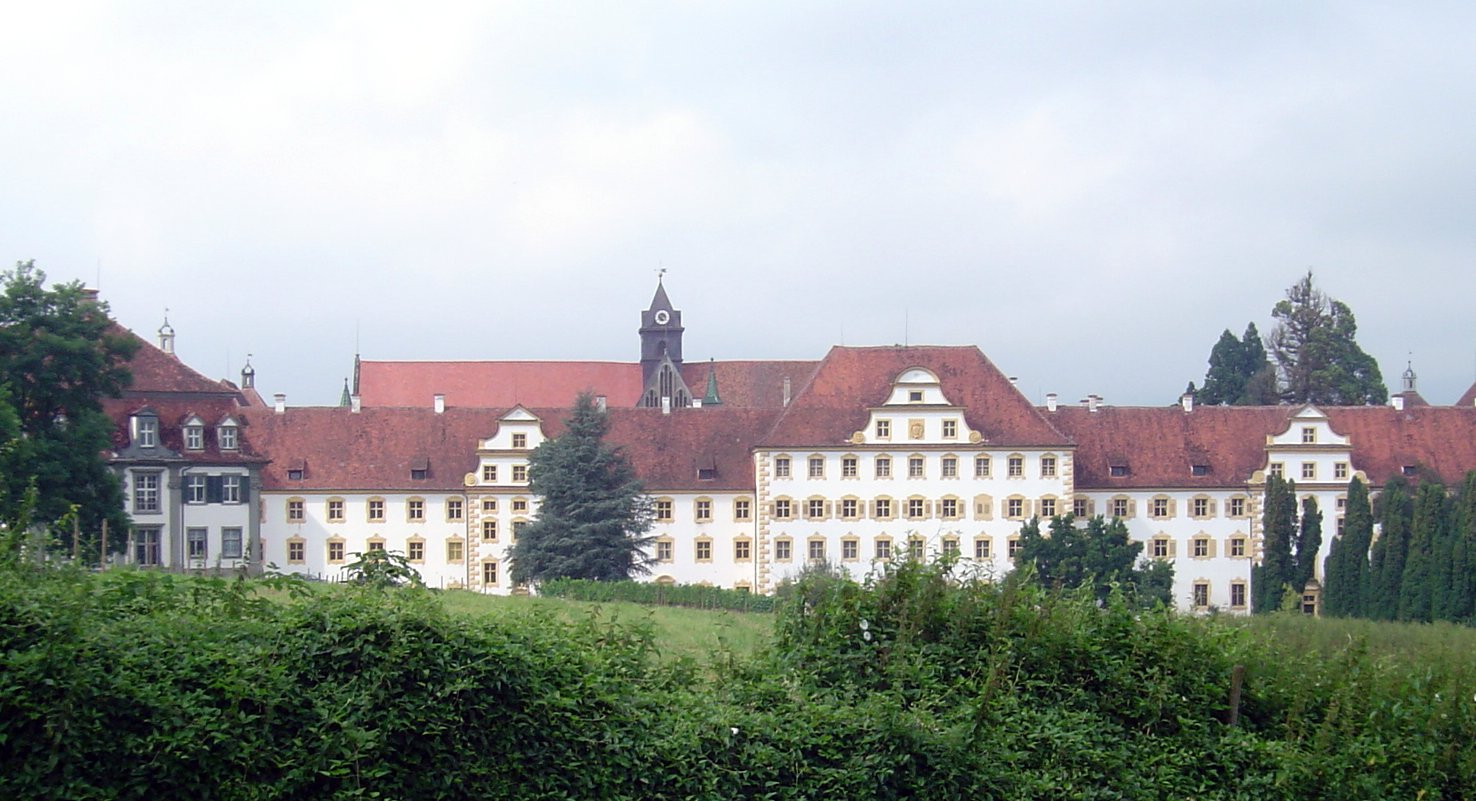
Südansicht von Schloss (ehem. Kloster) Salem, erbaut von Franz Beer 1697–1710

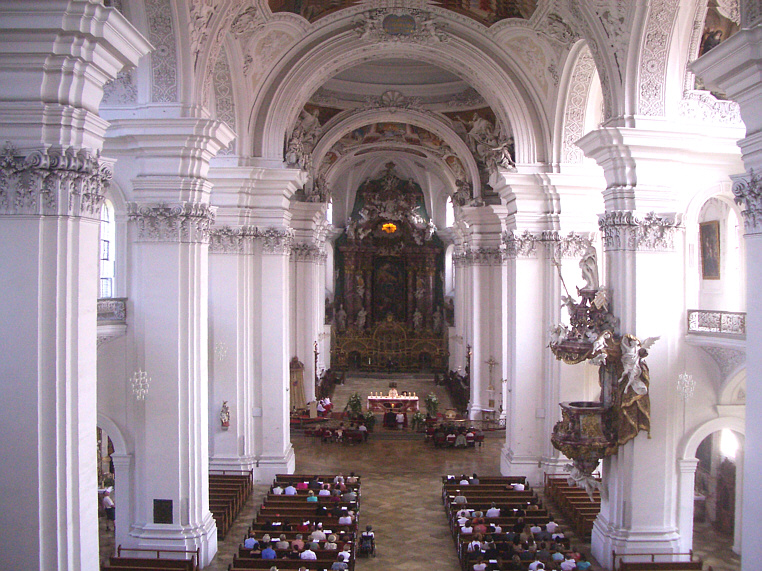
Mittelschiff der Basilika Weingarten

Franz Beer, seit seiner Adelung durch den Kaiser Karl VI. am 31. Januar 1722 Franz Beer Edler von Bleichten, auch in der Schreibform von Blaichten, (* 1. April 1660 in Au (Vorarlberg); † 21. Januar 1726 in Bezau) war ein österreichischer Architekt und Baumeister der Barockzeit, der vor allem Kirchengebäude für Klöster in Süddeutschland und der Schweiz baute. Er war Sohn des Begründers der Auer Zunft Michael Beer und Vater von Johann Michael Beer, ebenfalls Baumeister.

## Leben
Franz Beer ging von 1677 bis 1680 bei Michael Thumb in der Auer Zunft in die Bauhandwerkerlehre und arbeitete ab 1682 bei Thumbs Bauten in Ellwangen-Schönenberg und Obermarchtal mit. Von 1682 bis 1686 hatte er die Bauleitung für die Kirche und das Kloster Mariaberg. Die Klosterkirche von Obermarchtal vollendete er nach dem Tode Michael Thumbs (1690) gemeinsam mit dessen Bruder Christian Thumb. Zu Beers Kirchenbauten gehören die Klosterkirchen von Rheinau und St. Urban sowie die 1717 begonnene Kirche des Klosters Weingarten und die Kirche des Klosters Weißenau (1717–1724).
Seine zahlreichen Bauaufgaben (hauptsächlich Klöster und Kirchen) führten zur umfangreichsten und geografisch am weitesten verstreuten Werkliste aller Vorarlberger Baumeister. Franz Beer orientierte sich am Wandpfeilerschema, das er mit dem Zentralbau zu verbinden suchte. Auffallend in seinem Werk sind auch die Doppelturmfassaden mit den weit auseinander gestellten Türmen. Beeinflusst wurde sein Werk neben den Bregenzerwälder Vorbildern durch die Bauten von Johann Bernhard Fischer von Erlach in Salzburg und durch die italienische Architektur.
Das Siegel von Franz Beer ist oval. Es sind darin zwei Bären abgebildet, die einen Zirkel in ihren Pfoten tragen. Er unterschrieb seine Verträge immer mit Vorname franz ohne tz, dies im Unterschied zum Baumeister Franz Beer von Au.
1705 wurde Franz Beer Bürger der Stadt Konstanz. Zahlreiche Ämter in der Stadt sowie auch seine Erhebung in den Adelsstand 1722 zeugen von Beers großer gesellschaftlicher Wertschätzung. 1717 hatte er die Alpe Bleichten bei Mellau gekauft und blieb bis zu seinem Tod seiner bäuerlichen Heimat verbunden.

## Wichtige Bauten
Das Werk von Franz Beer Edler von Bleichten lässt sich nur schwer von dem von Franz Beer von Au (1659–1722), ebenfalls Mitglied der Auer Zunft, abgrenzen.
- Ab 1682 bis 1686: Bauleitung für den Neubau Kloster und Klosterkirche Mariaberg in Bronnen bei Gammertingen.
- Prämonstatenserkirche St. Peter und Paul bei Ehingen, ab 1690 bis 1701, mit Christian Thumb
- Kloster Gengenbach, Neubau von Klosteranlage und Glockenturm 1690–1722
- Kloster Beuron, Neubau der Klosteranlage 1694–1709
- 1696–1704/10 Klosterkirche St. Johannes der Täufer des Klosters Holzen
- Reichsabtei Salem, Neubau der Klosteranlage 1697–1710 und der Stefansfeld-Kapelle (1710)
- Klosterkirche St. Peter und Paul (Irsee) bei Kaufbeuren, Neubau 1699–1704
- Kloster Rheinau im Kanton Zürich, Neubau 1705–1711
- Kloster Bellelay im Berner Jura, Kirchenneubau 1708–1714
- Kloster St. Urban im Kanton Luzern, Kirchenneubau 1711–1715
- Altes Inselspital in Bern, Neubau 1714–1718
- Kloster Hauterive im Kanton Freiburg, Neubau ab 1715
- Kloster St. Katharinental im Kanton Thurgau, Neubau 1715–1718
- Kloster Weingarten, Kirchenneubau 1715–1724
- Kloster Kaisheim bei Donauwörth, Neubau ab 1716
- Kloster Weißenau bei Ravensburg, Kirchenneubau 1717–1723
- Dominikanerinnenkloster Bad Wörishofen, 1719–1723
- Stiftsgebäude des Reichsstift Niedermünster in Regensburg 1720–1722

Die Vorarlberger Chronik erwähnt außerdem:
- Kloster Zwiefalten im Landkreis Reutlingen
- Kloster Oberschönenfeld in Gessertshausen bei Augsburg